# (20600) Danieltse
(20600) Danieltse (1999 RC197) – planetoida z grupy pasa głównego asteroid okrążająca Słońce w ciągu 4,46 lat w średniej odległości 2,71 j.a. Odkryta 8 września 1999 roku.